# Lenningen (Luxembourg)
Pour la commune allemande, voir Lenningen.
Lenningen (en luxembourgeois : Lenneng ) est une localité luxembourgeoise et une commune portant le même nom situées dans le canton de Remich.

## Géographie

### Sections de la commune
- Lenningen
- Canach (chef-lieu)

### Voies de communication et transports
La commune est reliée aux routes nationales N10 et N28 par les nombreux chemins repris la traversant.
La commune est desservie par le Régime général des transports routiers (RGTR). En outre, elle opère un service « City-Bus » sur réservation, le « Mäi Ruffbus Lennéng ».

## Population et société

### Démographie
L'évolution du nombre d'habitants est connue à travers les recensements de la population effectués dans le pays depuis 1821. Les recensements décennaux de la population permettent de caler les chiffres sur la composition de la population par sexe, âge, nationalité et commune de résidence. Entre deux recensements, la population au 1er janvier de l’année {\displaystyle x} est évaluée en ajoutant à la population au 1er janvier de l’année {\displaystyle x-1} les soldes naturel (naissances {\displaystyle -} décès) et migratoire (arrivées {\displaystyle -} départs) de l'année. La même méthode est appliquée pour la répartition par âge au 1er janvier et les effectifs totaux par nationalité. Depuis le 1er septembre 2023, le Luxembourg dénombre 100 communes.
Au 1er janvier 2024, la commune comptait 2 149 habitants.
| 1821  | 1851  | 1871  | 1880  | 1890  | 1900  | 1910  | 1922  | 1930 |
| ----- | ----- | ----- | ----- | ----- | ----- | ----- | ----- | ---- |
| 1 070 | 1 510 | 1 364 | 1 481 | 1 145 | 1 038 | 1 086 | 1 081 | 985  |

| 1935 | 1947 | 1960 | 1970 | 1978 | 1979 | 1981 | 1983 | 1984 |
| ---- | ---- | ---- | ---- | ---- | ---- | ---- | ---- | ---- |
| 956  | 869  | 786  | 814  | 904  | 919  | 912  | 900  | 910  |

| 1985 | 1986 | 1987 | 1988 | 1989 | 1990  | 1991  | 1992  | 1993  |
| ---- | ---- | ---- | ---- | ---- | ----- | ----- | ----- | ----- |
| 950  | 950  | 940  | 946  | 974  | 1 007 | 1 015 | 1 033 | 1 034 |

| 1994  | 1995  | 1996  | 1997  | 1998  | 1999  | 2000  | 2001  | 2002  |
| ----- | ----- | ----- | ----- | ----- | ----- | ----- | ----- | ----- |
| 1 026 | 1 062 | 1 084 | 1 076 | 1 109 | 1 151 | 1 204 | 1 169 | 1 203 |

| 2003  | 2004  | 2005  | 2006  | 2007  | 2008  | 2009  | 2010  | 2011  |
| ----- | ----- | ----- | ----- | ----- | ----- | ----- | ----- | ----- |
| 1 314 | 1 365 | 1 406 | 1 537 | 1 568 | 1 597 | 1 617 | 1 654 | 1 644 |

| 2012  | 2013  | 2014  | 2015  | 2016  | 2017  | 2018  | 2019  | 2020  |
| ----- | ----- | ----- | ----- | ----- | ----- | ----- | ----- | ----- |
| 1 705 | 1 739 | 1 768 | 1 805 | 1 800 | 1 886 | 1 924 | 1 941 | 2 017 |

| 2021  | 2022  | 2023  | 2024  | - | - | - | - | - |
| ----- | ----- | ----- | ----- | - | - | - | - | - |
| 2 071 | 2 050 | 2 070 | 2 149 | - | - | - | - | - |

Pour des raisons techniques, il est temporairement impossible d'afficher le graphique qui aurait dû être présenté ici.

## Économie
La commune fait partie de la zone d'appellation du crémant de Luxembourg.